# 박형용
박형용(朴炯庸, 1942년 1월 20일~)은 대한민국의 대학 교수이자 신학자이다. 아호는 성산(聖山)이다. 합동신학대학원대학교과 서울성경신학대학원대학교 그리고 웨스트민스터신학대학원대학교에서 총장을 지냈으며 현재 합동신학대학원대학교 명예교수이며 한국복음주의신학회와 한국개혁주의연대 회장을 역임했다. 현재는 한국성경신학회 회장이다. 영국 캠브리지 소재 국제인명센터(Inter-national Biographical Centre·이하 IBC)로부터 2018년 상위 100명의 전문인(Top 100 Professional-2018) (2018년도 상위 100명의 전문인)으로 선정되었다. 그의 아들은 박 바울은 조직신학 교수이며 그의 형은 한국 교회에서 존경받는 박형만 장로이다.

합동신학대학원대학교 전 총장 박형용 박사

## 학력
- 서경대학
- 총신대 신대원(M.Div.)
- 미국 웨스트민스터 신학교(Th.M.) 신학 석사
- 미국 에모리대학교(Emory University) 신학 박사학위(S.T.D)

## 경력
- 미국 애틀란타 성서신학대학(A.S.B.S) 신약학 교수(1973. 3∼1977. 3)
- 총신대학교 신학대학원 신약학 교수(1977. 3∼1980. 10)
- 합동신학대학원대학교 신약학 교수(1980.11∼2008. 2),
- 한국복음주의신학회 회장(1998.4∼2000.4),
- 한국 복음주의 신학대학 협의회 회장(2003. 2 ~ 2005. 3)[4]
- 합동신학대학원대학교 총장(2001. 3 ~ 2005. 2)
- 한국성경신학회회장(2010)
- 서울성경신학대학원대학교 총장 역임(2008. 3-2012. 2)
- 웨스트민스터신학대학원대학교 총장 역임(2013. 2-2015. 2)

## 신학적 특징
그의 작품에서 그는 역사적 전통적인 개혁신학적 해석방법을 사용하였다. 그의 신학은 개혁신학으로 기초되었으며 그의 성경관이 바로 이것을 증명하고 있다. 그의 성경해석은 개혁신학적 원리와 구속사적 해석을 전제로 사용되었다. 그의 특징적인 성경해석 방법으로는 문법적-역사적-정경적 해석방법을 종합적으로 사용했다는 것을 보여준다. 이런 박형용의 신학과 해석 방법은 개혁신학의 원리를 통하여 구속사적이며 성경신학적 방법이 그의 성경해석에서 분명하게 발전된 모습으로 나타난 것을 보여준다.

## 수상
- 2004년 자랑스런 신학자상 수상(국민일보/세계복음화협의회, 2004. 12. 9)
- Top 100 Professionals - 2018 in Theological Education by International Biographical Center, Cambridge, England (2017, 12, 14)

## 저서
- 『보스와 함께 신학여행』, 수원: 합신대학원출판부, 2023.
- 『에베소서 주해』, 수원: 합신대학원출판부, 2023.
- 『야고보서 유다서 주해』, 수원: 합신대학원출판부, 2023.
- 『바울신학』, 수원: 합신대학원출판부, 2022.
- 『로마서주행 』, 수원: 합신대학원출판부, 2022.
- 『신약성경신학』, 수원: 합신대학원출판부, 2022.
- 『골로새서/빌레몬서 주해』, 수원: 합신대학원출판부, 2020.
- 『목사님, 이것이 궁금해요』, 수원: 합신대학원출판부, 2020.
- 『시간, 나무가 되다』, 합신대학원출판부, 2019
- 『사도행전 주해』,  서울: 성광문화사, 1981/ 수원: 합신대학원출판부, 2003.
- 『권세 있는 자의 가르침』,  수원: 합신대학원출판부, 2003(초판, 성광문화사 1984.
- 『복음 비평사』,  서울: 성광문화사, 1985.
- 『신약개관』,  서울: 아가페출판사, 1987/2002/2005/2009.
- 『성경해석의 원리』,  서울: 엠마오, 1991/수원: 합신대학원출판부, 2002/2005/2007/2009/2014.
- 『사복음서 주해』(합본), 수원: 합동신학대학원출판부, 2009/2015.
- 『신약 30주제』, 서울: 하나, 1996.
- 『교회와 성령』, 수원: 합동신학대학원출판부, 1997/2012
- 『빌립보서 주해』, 수원: 합동신학대학원출판부, 1997/2011
- 『에베소서 주해』, 수원: 합동신학대학원출판부, 1998/2006
- 『믿음의 삶』,  수원: 합동신학대학원출판부, 2001
- 『Redemption and Newness of Life』, Suwon: Hapshin Press, 2001
- 『신약 정경론』, 수원: 합동신학대학원출판부, 2002
- 『히브리서』(한국성경 주석총서, 서울: 도서출판 횃불, 2003
- 『바울신학』, 수원: 합동신학대학원출판부, 2005/2008/2013.
- 『신약성경신학』, 수원: 합동신학대학원출판부, 2005.
- 『데살로니가 전후서 주해』, 수원: 합신대학원출판부, 2008.
- 『정암 박윤선에게서 배우다』, 서울: 국제제자훈련원, 2008.
- 『The Holy Spirit and the Church』, Suwon: Hapshin Press, 2011.
- 『From Incarnation to Exaltation』, Seoul: SBGST, 2011.
- 『신학책, 나는 이렇게읽었다』 수원: 합신대학원출판부, 2016.
- 『말씀산책』,  수원: 합신대학원출판부, 2018.
- 『하나님이 가라사대, “아니야,”』 안산: 도서출판 좋은 미래, 2002 ,
- 『하나님이 가라사대, “아니야,”』 안산: 도서출판 좋은 미래, 2002
- 『하나님이 가라사대, “그럼에도 불구하고,”』 안산: 도서출판 좋은 미래, 2003
- 『하나님이 가라사대, “그래, 그거야,”』 안산: 도서출판 좋은 미래, 2003
- 『하나님이 가라사대, “덮어놓고 기뻐하라,”』 안산: 도서출판 좋은 미래, 2005
- 『하나님이 가라사대, “힘내라, 힘내,”』 안산: 도서출판 좋은 미래, 2008
- 『하나님이 가라사대, “쉬면서 하거라,”』 안산: 도서출판 좋은 미래, 2012.

## 번역
- 『참 목자상』by Richard Baxter,  서울: 생명의 말씀사, 1970
- 『그러면 우리는 어떻게 살 것인가』by Francis Schaeffer, 서울: 생명의 말씀사, 1983
- 『세상에서 가장 귀한 것』by Henry Drummond, 서울: 새순출판사, 1983
- 『계시록의 메시지』by Jack Scott,  서울: 성광문화사, 1985
- 『요나서강해』by James Boice,  서울: 성광문화사, 1987

## 편집 및 성경번역
- 『완벽성경성구대전』, 전7권,  아가페출판사, 1982
- 『오픈성경』, 신약주해감수,  아가페출판사, 1986
- 『표준새번역』, 신약번역자,  대한성서공회, 1993(번역기간 1983-1992)
- 『쉬운 성경』,  신약번역자(갈-계), 아가페출판사, 2005

## 같이 보기
- 박형만
- 합동신학대학원대학교
- 대한민국의 신학자 목록
- 한국성경신학회
- 안명준
- 이승구

## 참고 문헌
- 안명준, "성산 박형용 박사의  생애와 사상", <한국교회를 빛낸 칼빈주의자들>, 안명준외 (서울: 킹덤북스, 2020), 786-822.
- 안명준, 성산(聖山) 박형용 박사의 신학과 성경해석, 한국복음주의신학회 , 성경과 신학 | 90권 0호 141 ~ 171
- 박형용, 『시간, 나무가 되다』, 합신대학원출판부, 2019